# Edobacomab
Il Edobacomab o E5 è un anticorpo monoclonale di topo, che viene studiato per il trattamento della  sepsi da Gram negativi.

### Edobacomab
- (EN) Leon Shargel, Alan H. Mutnick, Paul F. Souney, Larry N. Swanson, Comprehensive Pharmacy Review, Lippincott Williams & Wilkins, febbraio 2001, ISBN 978-0-7817-2147-9.